# Tunjiang Shuiku
Tunjiang Shuiku är en reservoar i Kina. Den ligger i provinsen Shanxi, i den norra delen av landet, omkring 170 kilometer söder om provinshuvudstaden Taiyuan. Trakten runt Tunjiang Shuiku består till största delen av jordbruksmark.
Genomsnittlig årsnederbörd är 705 millimeter. Den regnigaste månaden är juli, med i genomsnitt 243 mm nederbörd, och den torraste är december, med 4 mm nederbörd.